# Ryan Kwanten
Ryan Christian Kwanten o simplemente Ryan Kwanten (Sídney, 28 de noviembre de 1976) es un actor australiano que interpretó a Vinnie Patterson desde 1997 a 2002 en la telenovela australiana Home and Away. Terminada su participación, se unió al drama adolescente estadounidense Summerland en el papel de Jay Robertson. En 2008 ingresó en la serie True Blood como Jason Stackhouse.

## Biografía
Kwanten nació en Sídney, Nueva Gales del Sur; sus padres son Eddie Kwanten, empleado de la marina, y Kris, coordinadora de caridades. Desciende, por parte paterna, de holandeses que se establecieron en Australia. Tiene dos hermanos: Mitchell (músico) y Lloyd (médico) y fue a una escuela católica.

## Carrera
Comenzó a actuar en las series televisivas A Country Practice y Spellbinder 2. En el año 1997 se unió al elenco de la telenovela australiana Home and Away interpretando al socorrista Vinnie Patterson. Eventualmente decidió dejar la serie en 2002, luego de que su personaje se casara y fuera padre.
Al mudarse a Estados Unidos fue elegido como Jay Robertson en la serie Summerland, desde 2004 al 2005. Tuvo apariciones en las películas Flicka (con Maria Bello, Alison Lohman y Tim McGraw) y Dead Silence, una película de terror en la que fue el protagonista.
Kwanten tuvo una participación en un episodio de Law and Order: SVU el 2 de diciembre de 2008 en donde interpretó al sargento del Cuerpo de Marines de los Estados Unidos Dominic Pruitt, quien es falsamente acusado de la violación y asesinato de una compañera embarazada.
En 2009 protagonizó la película Don't Fade Away con Mischa Barton y Beau Bridges.

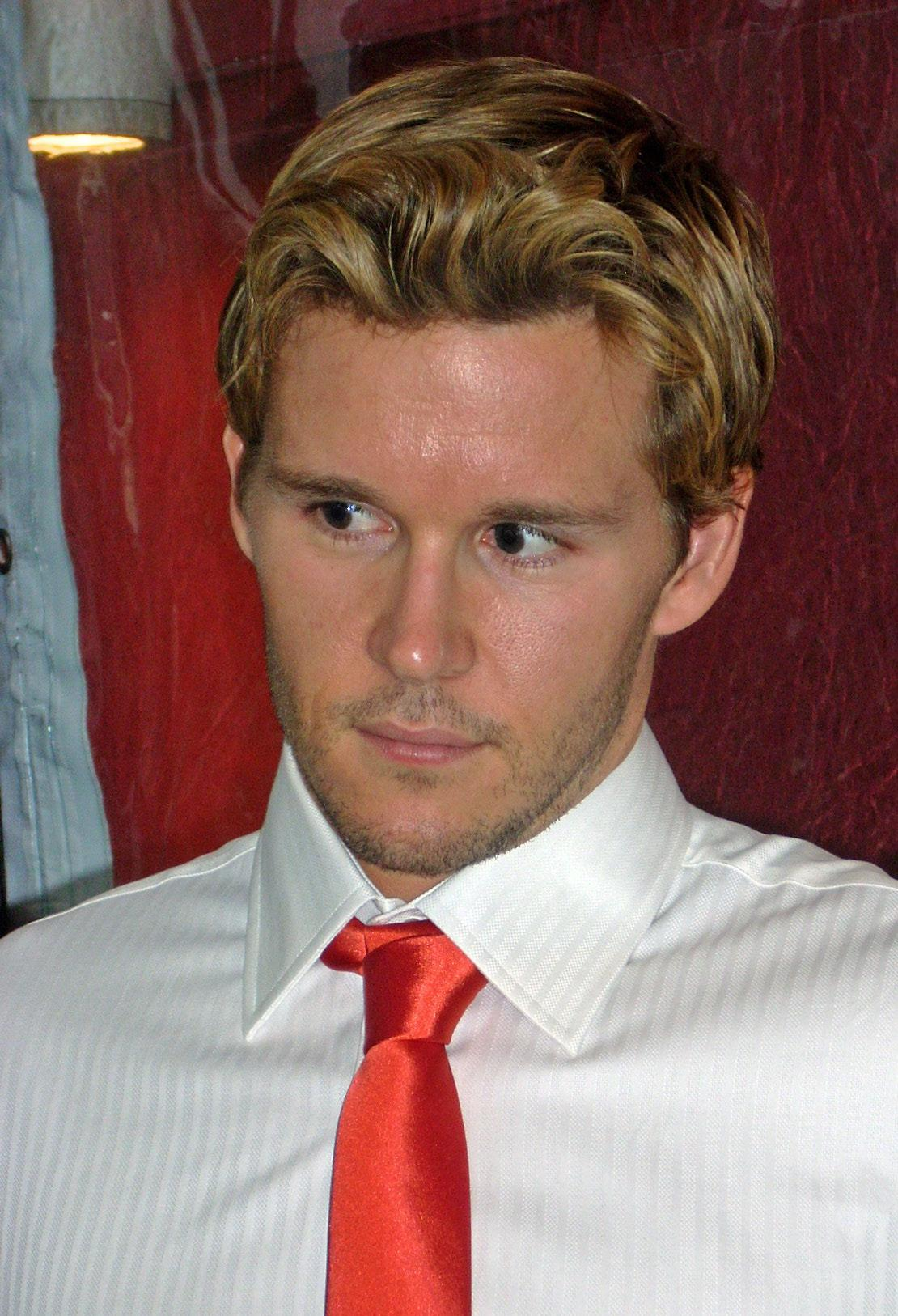

Interpretó a Jason Stackhouse en True Blood, una serie de HBO basada en las novelas de Charlaine Harris, Southern Vampire Mysteries. En 2009 fue nominado al premio Scream por este personaje.
En 2010 se anunció que interpretaría al asesino Charles Manson en The Family, y que protagonizaría la película Zebras, un drama sobre un productor musical que crea en Sudáfrica un equipo de fútbol formado por blancos y negros.

## Filmografía
| Cine | Cine                      | Cine               | Cine |
| Año  | Película                  | Personaje          |      |
| ---- | ------------------------- | ------------------ | ---- |
| 1994 | Signal One                | Kid                |      |
| 2003 | Liquid Bridge             | Nick McCallum      |      |
| 2004 | American Brown            | Ricky Brown        |      |
| 2005 | Flicka                    | Howard McLaughlin  |      |
| 2006 | Dead Silence              | Jamie Ashen        |      |
| 2010 | Don't Fade Away           | Jackson White      |      |
| 2010 | Red Hill                  | Shane Cooper       |      |
| 2010 | Guardians of Ga'Hoole     | Kludd (voz)        |      |
| 2010 | Griff the Invisible       | Griff              |      |
| 2011 | The Hunter                |                    |      |
| 2011 | The Family                | Charles Manson     |      |
| 2011 | Zebras                    |                    |      |
| 2012 | Not suitable for children | Jonah              |      |
| 2013 | The right kind of wrong   | Leo Palamino       |      |
| 2013 | Knights of Badassdom      | Joe                |      |
| 2013 | Mystery Road              | Pete Bailey        |      |
| 2014 | Northmen: A Viking Saga   | Conall             |      |
| 2014 | Flight 7500               | Brad Martin        |      |
| 2014 | Reach Me                  | Jack Burns         |      |
| 2015 | Blinky Bill the Movie     | Blinky Bill        |      |
| 2015 | Kidnapping Mr. Heineken   | jan 'Cat' Boellard |      |
| 2016 | Who gets the dog ?        | Clay               |      |

| Televisión | Televisión         | Televisión          | Televisión                                           |
| Año        | Título             | Personaje           | Notas                                                |
| ---------- | ------------------ | ------------------- | ---------------------------------------------------- |
| 1992       | A Country Practice | Ben Lloyd           | Episodios: "A Fair Cop: Part 1" "A Fair Cop: Part 2" |
| 1993-1994  | G.P.               | Scott Browning      | Episodios: "Bloodlines" "Brotherly Love"             |
| 1994       | Hey Dad!           | Richard             | Episodio: "Rebel Without a Clue""                    |
| 1995       | Echo Point         | Nathan Potter       |                                                      |
| 1996       | Water Rats         | Nipper              | Episodio: "Iron Man"                                 |
| 1997       | Spellbinder        | Josh Morgan         | 26 episodios                                         |
| 1997-2002  | Home and Away      | Vinnie Patterson    | Elenco estable                                       |
| 2002       | The Junction Boys  | Claude Gearheart    | Película de TV                                       |
| 2003       | The Handler        | Barnes              | Episodio: "Off the Edge"                             |
| 2004       | Tru Calling        | Jake Voight         | Episodio: "Closure"                                  |
| 2004-2005  | Summerland         | Jay Robertson       | 25 episodios                                         |
| 2007       | Nurses             | Owen Harris         | Película de TV.                                      |
| 2008       | Law and Order: SVU | Sgt. Dominic Pruitt | Episodio: "PTSD"                                     |
| 2008-2014  | True Blood         | Jason Stackhouse    | Elenco estable                                       |
| 2012       | New Girl           | Oliver              | Episodio 1x13 Valentine´s day                        |

## Premios y nominaciones

### Nominaciones
- 2009 - Scream Awards: Mejor actor en una película de terror o serie por True Blood
- 2010 - Premios del Sindicato de Actores - Mejor reparto de televisión - Drama compartido con Chris Bauer, Mehcad Brooks, Anna Camp, Anna Paquin, Nelsan Ellis, Michelle Forbes, Mariana Klaveno, Todd Lowe, Michael McMillian, Stephen Moyer, Jim Parrack, Carrie Preston, William Sanderson, Alexander Skarsgård, Sam Trammell, Rutina Wesley y Deborah Ann Woll
- 2010 - Teen Choice Awards: Actor de televisión: fantasía/ciencia ficción por True Blood
- 2010 - Scream Awards: Mejor reparto por True Blood
- 2010 - Australian Film Institute Awards: Premio Internacional al Mejor Actor por True Blood[3]